# Clerc Julien
Albums de Julien Clerc
Jaloux
(1978) Sans entracte
(1980)
Singles
1. Ma Doudou / Quand je joue
Sortie : 1980

Quand je joue est le dixième album studio de Julien Clerc sorti en 1980.
L'album est intitulé Clerc Julien sur les éditions originales de 1980, et Quand je joue sur les rééditions avec un autre visuel à partir de 1983.
En cette année 1980, Julien Clerc sort 2 albums. Quand je joue est le premier avec comme single Ma Doudou, signé Jean-Loup Dabadie et sur la face B Quand je joue de Luc Plamondon. Les autres paroliers sont Maurice Vallet et évidemment Étienne Roda-Gil.

## Titres
| 10 Titres   | 10 Titres                   | 10 Titres         | 10 Titres    | 10 Titres  | 10 Titres | 10 Titres | 10 Titres | 10 Titres | 10 Titres |
| No          | Titre                       | Paroles           | Musique      | Durée      |           |           |           |           |           |
| ----------- | --------------------------- | ----------------- | ------------ | ---------- | --------- | --------- | --------- | --------- | --------- |
| 1.          | Bibliothèque Mazarine       | Étienne Roda-Gil  | Julien Clerc | 4 min 51 s |           |           |           |           |           |
| 2.          | Cette Personne              | Jean-Loup Dabadie | Julien Clerc | 3 min 28 s |           |           |           |           |           |
| 3.          | La Femme boréale            | Étienne Roda-Gil  | Julien Clerc | 4 min 42 s |           |           |           |           |           |
| 4.          | Les Oiseaux dans les arbres | Jean-Loup Dabadie | Julien Clerc | 3 min 27 s |           |           |           |           |           |
| 5.          | Tu me manques               | Jean-Loup Dabadie | Julien Clerc | 3 min 23 s |           |           |           |           |           |
| 6.          | Ma Doudou                   | Jean-Loup Dabadie | Julien Clerc | 3 min 54 s |           |           |           |           |           |
| 7.          | Je t'aime tant              | Étienne Roda-Gil  | Julien Clerc | 3 min 57 s |           |           |           |           |           |
| 8.          | Confidence                  | Jean-Loup Dabadie | Julien Clerc | 3 min 27 s |           |           |           |           |           |
| 9.          | Tout en vous m'enchaîne     | Maurice Vallet    | Julien Clerc | 2 min 53 s |           |           |           |           |           |
| 10.         | Quand je joue               | Luc Plamondon     | Julien Clerc | 4 min 33 s |           |           |           |           |           |
| 38 min 50 s |                             |                   |              |            |           |           |           |           |           |

## Certification
| Pays          | Certification | Date | Ventes certifiées |
| ------------- | ------------- | ---- | ----------------- |
| France (SNEP) | Or            | 1980 | 100 000           |